# Centro John F. Kennedy para las Artes Escénicas
El Centro John F. Kennedy para las Artes Escénicas o Centro Kennedy (en inglés John F. Kennedy Center for the Performing Arts o Kennedy Center) se encuentra en Washington D. C. y abrió sus puertas en 1971 como un memorial a John F. Kennedy. Sin embargo, la idea del centro viene de 1958, cuando el presidente Dwight D. Eisenhower firmó la ley del Acta por el Centro Cultural Nacional, la primera vez en la historia que el gobierno de los Estados Unidos apoyaba y contribuía la financiación de una estructura dedicada a las artes escénicas. Fue en 1961 que el presidente Kennedy pidió a Roger L. Stevens ayuda para desarrollar el Centro Cultural Nacional que hoy en día se conoce como el Kennedy Center.
Fue diseñado por el arquitecto Edward Durrell Stone, y el centro se encuentra sobre el río Potomac, al lado del hotel Watergate.

El Centro Kennedy representa una sociedad de carácter tanto privado como público, ya que es a la vez el memorial de la nación al presidente Kennedy (y por ello recibe ayuda federal cada año para el mantenimiento y la operación del edificio como una instalación federal bajo el control del Servicio Nacional de Parques de Estados Unidos) y es un centro para la representación de las artes con iniciativas educativas y de gran alcance. Estas iniciativas se pagan en su mayoría con la venta de tiques y con donaciones de particulares, empresas y fundaciones privadas.

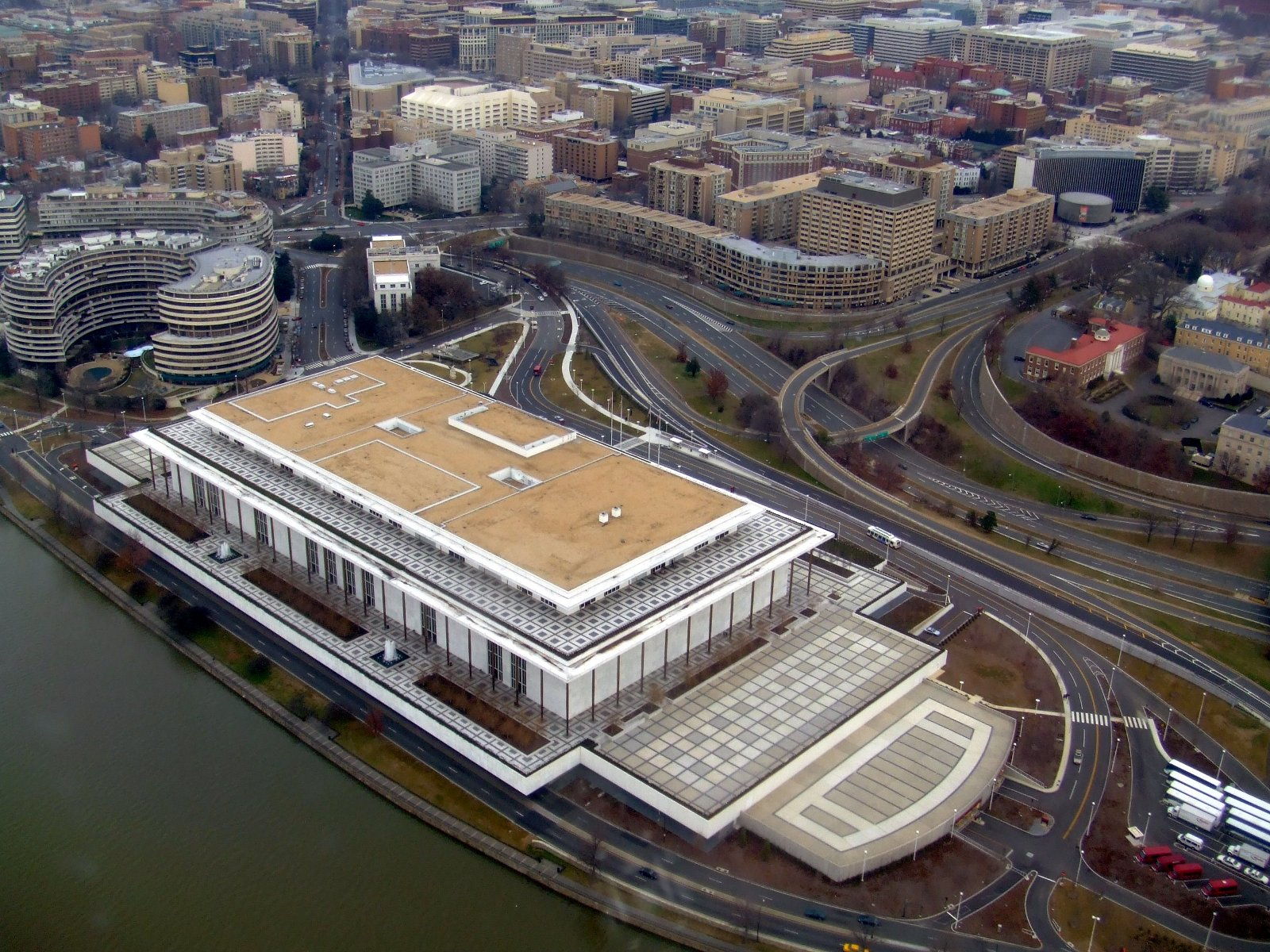
El Centro Kennedy visto desde el aire. Se puede ver el Hotel Watergate a la izquierda.

## Teatros y salas de actuación
- La Concert Hall o Sala de Conciertos, en el ala sur, con capacidad para 2.442 personas. Se abrió en 1971 y se remodeló en 1997. La sala se encuentra a la vanguardia tecnológica por sus nuevos estándares para la accesibilidad y un sonido mejorado con un toldo de gran acústica. Las localidades son accesibles en todos los niveles, y hay nuevas secciones de asientos.

Las luces de araña de cristal de Hadelands, un regalo de Noruega, se han puesto en una nueva situación para mejorar la visibilidad.
Detrás del escenario hay un órgano de 4.144 tubos. Este es un regalo de la Fundación Filene de Boston.
Es el mayor espacio para el espectáculo en el Centro Kennedy y es también la sede de la Orquesta Sinfónica Nacional.
- La Opera House o Casa de la Opera, en el medio del edificio, tiene capacidad para 2300 personas. Su interior está decorado con terciopelo rojo, una distintiva cortina de seda roja y color oro (regalo de Japón) y una lámpara de araña de cristal Lobmeyr que fue regalo de Austria.

Es la mayor sala del Centro para ópera, ballet, y musicales de gran tamaño. Se cerró durante la temporada 2003/2004 para llevar a cabo una gran remodelación que creó una nueva composición de asientos en el nivel de la orquesta y además se rediseñaron las entradas a este nivel. Es la sede de la Ópera Nacional de Washington y aquí se entregan anualmente los Premios Kennedy Center.
- El Eisenhower Theater o Teatro Eisenhower, en el ala norte, tiene capacidad para 1.100 espectadores y lleva el nombre del presidente Dwight Eisenhower.Se usa para obras de teatro y musicales, así como pequeñas óperas, ballet y danza contemporánea. Esta sala tiene capacidad así mismo para una orquesta de 40 instrumentos que se puede convertir en una zona extra de escenario, o en más butacas para el público. Las paredes están hechas con madera de especial de lauráceas. La cortina del escenario es de color rojo y negro, hecha con lana de Canadá.

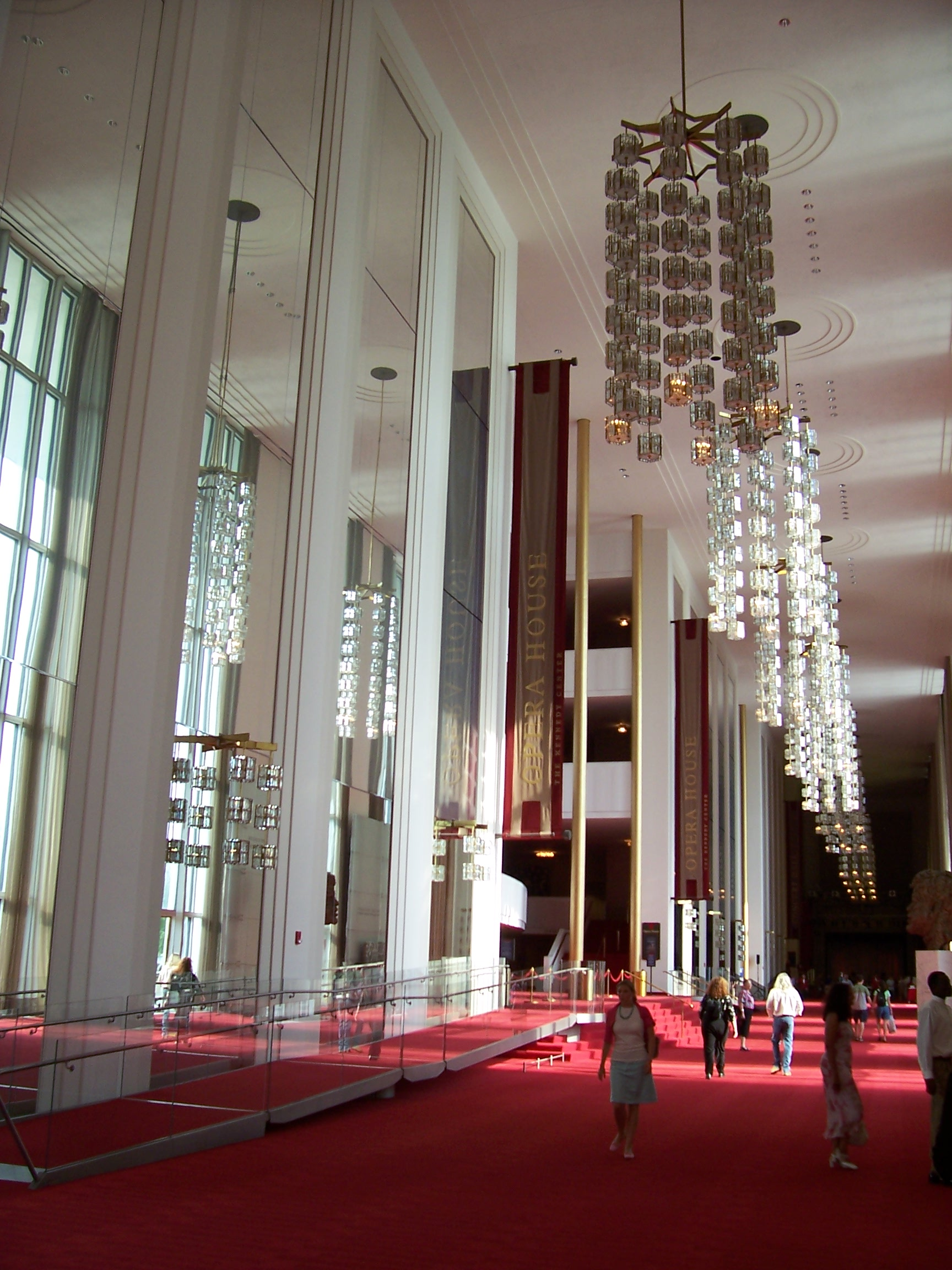
El gran vestíbulo, con una altura de 20 metros y más de 200 metros de longitud, es una de las más grandes salas del mundo.

Otras salas de representación en el Centro incluyen:
- El Family Theater o Teatro de la Familia, con 324 asientos, se abrió el 9 de diciembre de 2005. Ocupa el lugar de lo que fue la sala de cine del American Film Institute situado al lado del Hall of States (Sala de los Estados).

El nuevo Teatro de la Familia alberga actuaciones de teatro familiar de primera clase para la juventud y se enmarca en el proyecto del Centro Kennedy para desarrollar educación artística tanto para pequeños como para adultos. El proyecto cuenta con 125 millones de dólares.
Diseñado por el estudio de arquitectura Richter Cornbrooks Gribble, Inc. de Baltimore, el nuevo teatro incorpora las más modernas innovaciones en el campo del teatro, incluyendo: tecnologías avanzadas de sonido, sistema de manipulación computarizado y sistema de proyecto de video digital.
- El Terrace Theater o Teatro de la Terraza, con 513 asientos, se construyó en la misma planta que la azotea durante los años finales de los 70 como un regalo del pueblo de Japón a los Estados Unidos por el bicentenario de su independencia. Se usa para actuaciones privadas de música de cámara, ballet, danza contemporánea y teatro.

- El Theater Lab o Teatro Laboratorio, con 399 asientos. Tiene mesas de cabaret para la obra policíaca Shear Madness que lleva 9 años en cartel. Es la sala donde se desarrolla la Imagination Celebration o Celebración de la Imaginación (teatros, danza, música, marionetas y ópera para gente joven y sus padres, así como grupos escolares y profesores).

- El Millennium Stage o Escenario del Milenio forma parte de la idea de "Artes Escénicas para Todos" que lanzó el entonces director James Johnson en el invierno de 1997. Este escenario sirve para actuaciones gratuitas cada tarde a las 6:00 en alguno de los dos escenarios creados en los fondos del Grand Foyer.

Una amplia variedad de formas de arte se han representado en este escenario. estas incluyen artistas y grupos de los 50 estados del país y un programa en el que un mismo artista toca varias tardes en el mismo mes.
"Artes Escénicas para Todos" fue diseñado como una idea para llevar el programa del Centro Kennedy a una audiencia más amplia que nunca ofreciendo actuaciones abiertas al público y gratuitas 365 días al año. Además, las iniciativas del programa incluyen tiques gratuitos y a bajo precio para las actuaciones en el Centro Kennedy, y varios programas diseñados para incrementar el acceso a las entradas para el Centro.
- El KC Jazz Club se abrió oficialmente el 12 de marzo de 2003 en el espacio que antes se conocía como Education Resource Center o Centro para las Fuentes de Educación. Es la sede del club de jazz del Centro Kennedy.

## Eventos
Desde 1978 los Premios Kennedy Center se entregan anualmente por el consejo de administración del Centro Kennedy. El Centro también ha entregado el Premio Mark Twain al Humor Americano desde 1998.
El Centro Kennedy alberga un numeroso grupo de instituciones, incluyendo:
- Orquesta Sinfónica Nacional
- Opera Nacional de Washington
- Ballet de Washington
- Sociedad de Artes Escénicas de Washington, (iniciales en inglés WPAS)
- Festival Americano de Teatro Universitario

## Dirección
El actual presidente es Michael Kaiser, que llegó al Centro desde la Royal Opera House de Londres con la reputación de ser un gran colector de fondos. Con anterioridad dirigió el American Ballet Theatre. Dirige todas las actividades artísticas del Centro Kennedy y ha incrementado los ya amplios esfuerzos educativos del centro. Ha creado programas multidispciplinares con ópera, baile y orquestas sinfónicas, fundó el Instituto para la Administración de las Artes (Institute for Arts Management), inició los festivales de teatro con trabajos de Stephen Sondheim y Tennessee Williams y ha acordado las visitas continuas de la Ópera, Ballet y Orquesta del Teatro Mariinski de San Petersburgo así como la Royal Shakespeare Company.

### Déficit fiscal
Durante la presidencia de Biden, cuando la organización era liderada por Debra Rutter, el Centro tenía un déficit anual de 100 millones de dólares.